# Innkanal

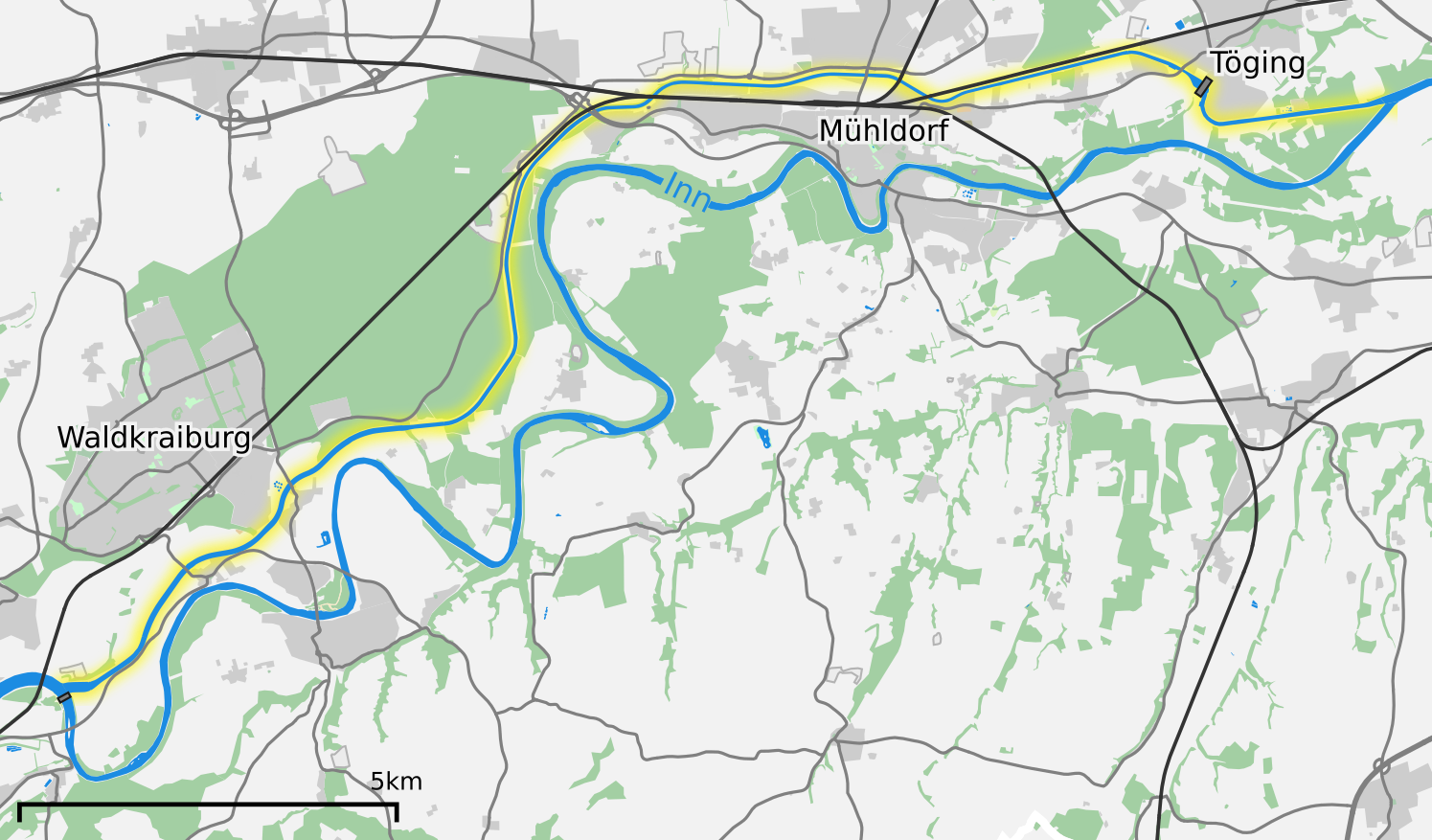
Verlauf des Innkanals

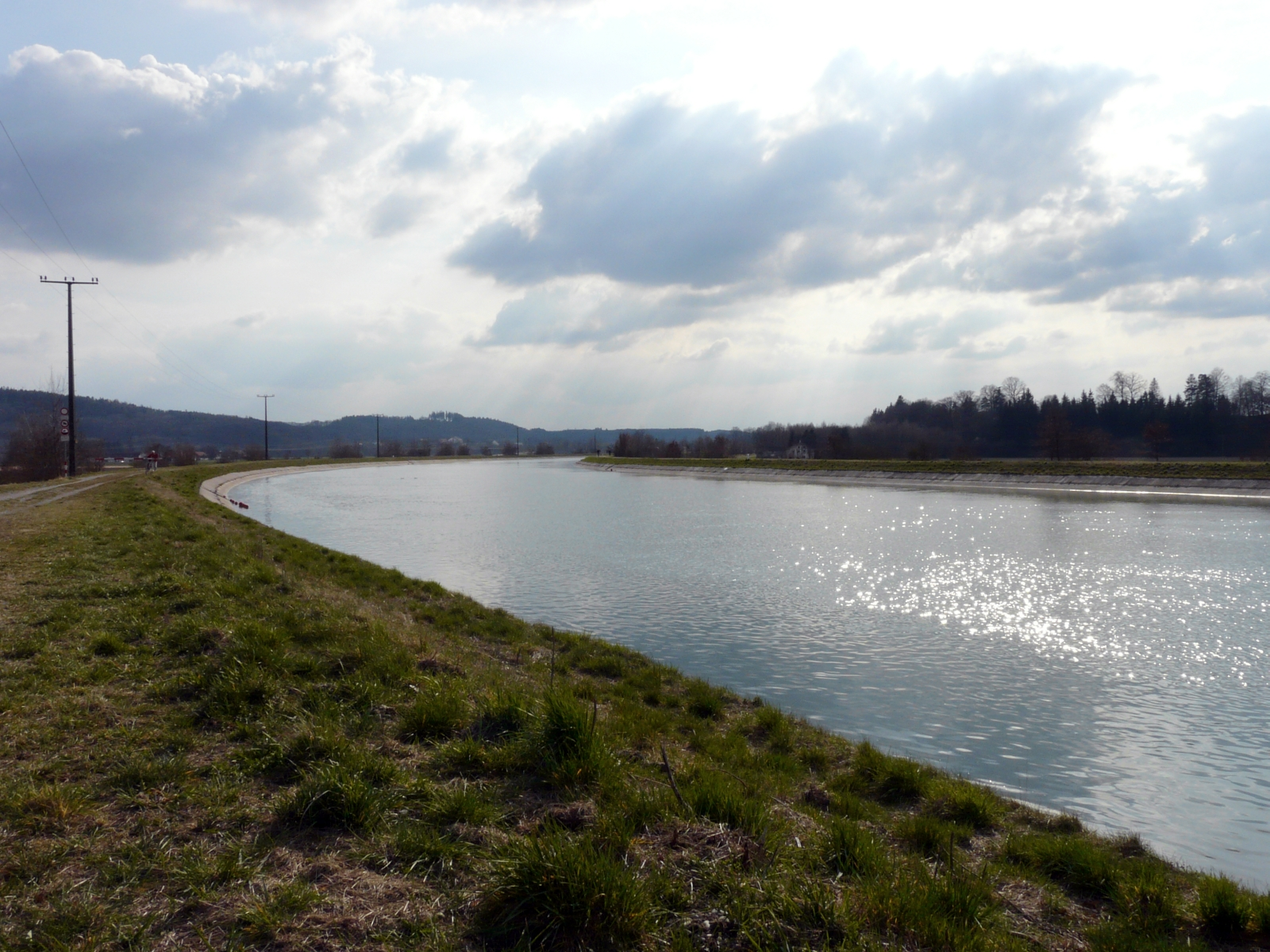
Der Innkanal zwischen Jettenbach und Kraiburg

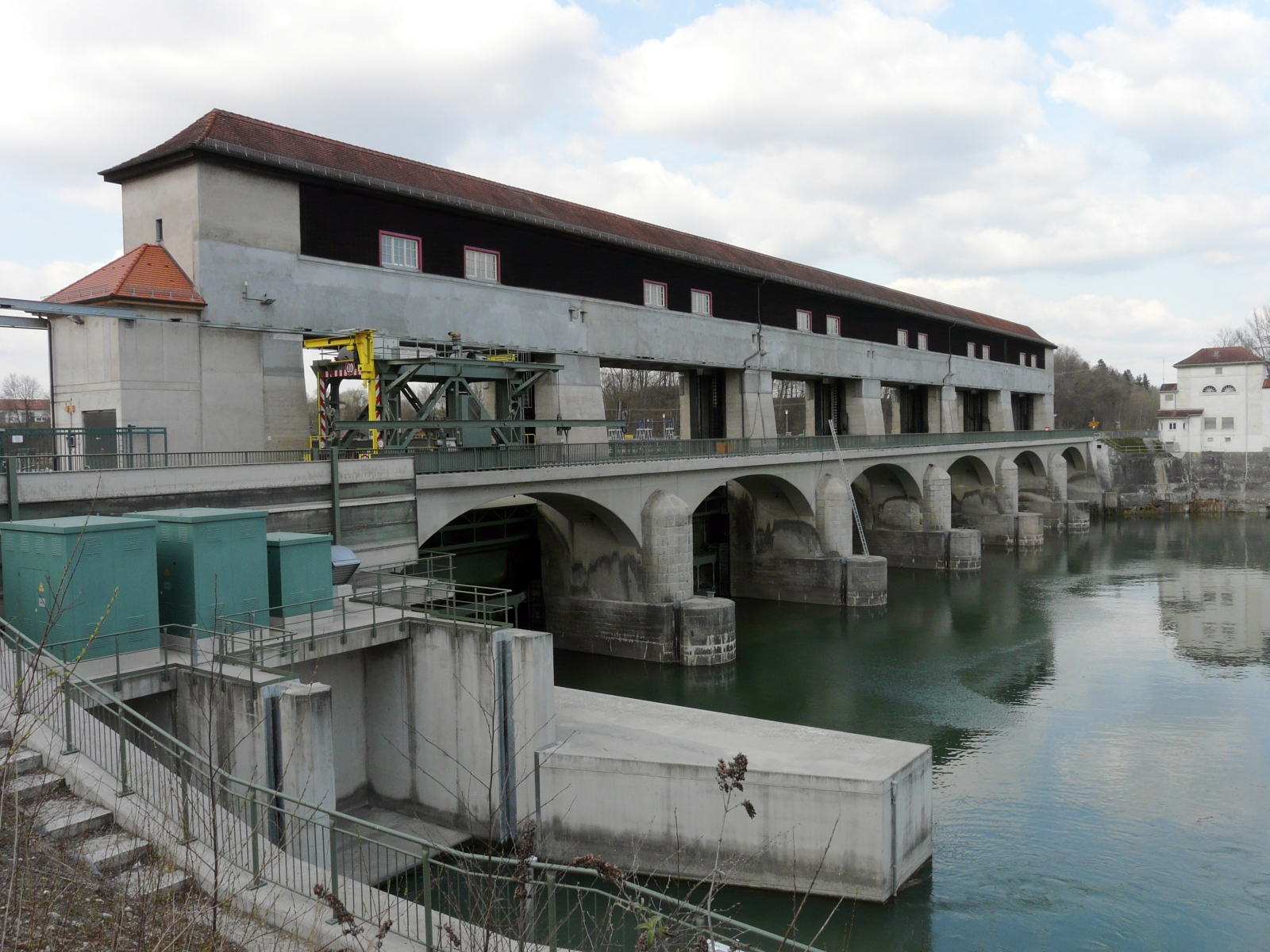
Das Jettenbacher Wehr bildet den Anfang des Innkanals

Der Innkanal ist ein 22,8 Kilometer langer Werkkanal zur Speisung des Wasserkraftwerks Töging, der beim Jettenbacher Wehr aus dem Inn nach links nördlich abgeleitet wird und südöstlich von Töging in den Fluss mündet. Die Ausleitungsstrecke des Inns ist 31,5 Kilometer lang. Bis zum 30. Juni 2026 ist die Ausleitung von 340 Kubikmetern Triebwasser je Sekunde genehmigt. Die Restwasserabflussmenge in den Inn schwankt jahreszeitlich zwischen 35 und 50 Kubikmetern je Sekunde.

## Technische Daten
Der Oberwasserkanal zwischen Wehr und Kraftwerk ist 20 Kilometer lang, der Unterwasserkanal ist 2,8 Kilometer lang. Der Querschnitt ist trapezförmig angelegt und die Böschungen weisen eine konstante Neigung von 40 Grad auf. Nach dem 300 Meter langen und 125 Meter breiten Reinigungsbecken am Beginn hat der Oberwasserkanal auf sechs Kilometer Länge eine Wasserspiegelbreite von 52 m. Die folgenden 14 Kilometer beträgt die Wasserspiegelbreite 30 m bei 8 m Tiefe. Dadurch wird eine durchschnittliche Fließgeschwindigkeit von zwei m/s bei geringem Gefälleverlust erreicht. Wegen der damit verbundenen akuten Lebensgefahr ist das Schwimmen im und das Fahren auf dem Kanal verboten, mit Ausnahme der örtlichen Rettungsorganisationen, wie DLRG, Wasserwacht, THW und Feuerwehr.

## Unfälle
Der Innkanal wird gelegentlich für Suizide genutzt. Im Jahr 2005 rückten die Rettungsorganisationen noch zu neun sogenannten Sprungfällen an den Innkanal aus, 2006 zu einem, 2007 zu keinem und im Jahr 2008 wieder zu zwei Einsätzen dieser Art. Meist können die Personen nicht mehr gerettet werden, 2008 gelang dies bei einer Person erstmals wieder. Oftmals erst Tage später treiben sie am Wasserschloss an. 
Allerdings häufen sich laut den örtlichen Rettungsorganisationen die Einsätze der Tierrettung. Mit kontinuierlicher Steigerung in den letzten Jahren rücken die Rettungsorganisationen jährlich 4–6 Mal zu Einsätzen dieser Art aus. In ca. 33 % der Fälle können die Tiere gerettet werden. Die meisten geretteten Tiere sind Rehe, allerdings sind im Jahr 2007 auch erstmals zwei Kühe in den Innkanal gestürzt.

## Geschichte

### Bau des Kanals
Der Kanal wurde zwischen den Jahren 1919 und 1922 erbaut. Auf der zu dieser Zeit größten Baustelle Europas arbeiteten in dieser Zeit zwischen 4 000 und 7 000 Arbeiter und bewegten in diesem Zeitraum rund 14 Millionen m³ Erde und bauten 360 000 m³ Beton ein.

### Sanierungen
Insgesamt wurde der Kanal bis jetzt drei Mal saniert. Die erste Sanierung fand 1946 statt und diente der Beseitigung von Kriegsschäden. Die zweite Sanierung erfolgte 1986 und die dritte zwischen Mai und September 2003.
Bei der letzten Sanierung wurde, wie bei der ersten auch, der Kanal vollkommen abgelassen. Ziel dieser Sanierung war die Minderung des Strömungswiderstandes im Kanal, die Erneuerung der Abdichtung und die Sanierung der 19 Brücken. Dabei kam unter anderem ein speziell entwickelter Betonfertiger zum Einsatz. Für die Sanierung verbaute man rund 142 000 m³ Beton.  Allein bei der Reinigung des Bereiches in der unmittelbaren Nähe des Kraftwerkes mussten circa 45 000 m³ Schlamm beseitigt werden. Auch die Bergung der insgesamt 28 Auto- und 10 Motorradwracks sowie zahlreicher anderer Gegenstände bereitete Probleme. Die Kosten der Baumaßnahme beliefen sich insgesamt auf rund 45 Millionen Euro.

## Sonstiges
Betreiber des Kanals waren zunächst die Innwerk AG, später die Bayernwerk AG. Anschließend befand sich der Kanal im Besitz der E.ON Wasserkraft GmbH. Das Kraftwerk, welches ursprünglich für ein Aluminiumwerk errichtet wurde, hat heute eine Jahresleistung von 570 Gigawattstunden. Alle 12 Innkraftwerke sind 2009 an das österreichische Elektrizitätsunternehmen Verbund AG verkauft worden, da der Energiekonzern E.ON durch das EU-Kartellrechtsverfahren dazu gezwungen worden war, 5 000 Megawatt Kraftwerksleistung sowie sein Übertragungsnetz zu verkaufen.